# Canción del toreador
La Canción del toreador es el nombre popular del aria «Votre toast, je peux vous le rendre» de la ópera Carmen, compuesta por Georges Bizet para el libreto escrito por Henri Meilhac y Ludovic Halévy. Es cantada por el torero Escamillo, cuando entra en el acto 2 (toréador es un término francés para «torero») y describe las diversas situaciones en la plaza de toros, los aplausos de la multitud y la fama que viene con la victoria. El estribillo, «Toréador, en garde» constituye la parte central del preludio al acto I de Carmen.

## Música
Esta copla para bajo-barítono tiene un rango vocal de la#2 a fa4 y una tesitura de si bemol2 a mi bemol3. Su compás es 4

4, su tonalidad es Fa menor pero el estribillo está en fa mayor. La indicación de tempo es allegro molto moderato a =108. Frasquita, Mercédès, Carmen, Moralès, Zúñiga y el coro de se unen en la repetición del estribillo.

## Texto (francés-inglés-español)

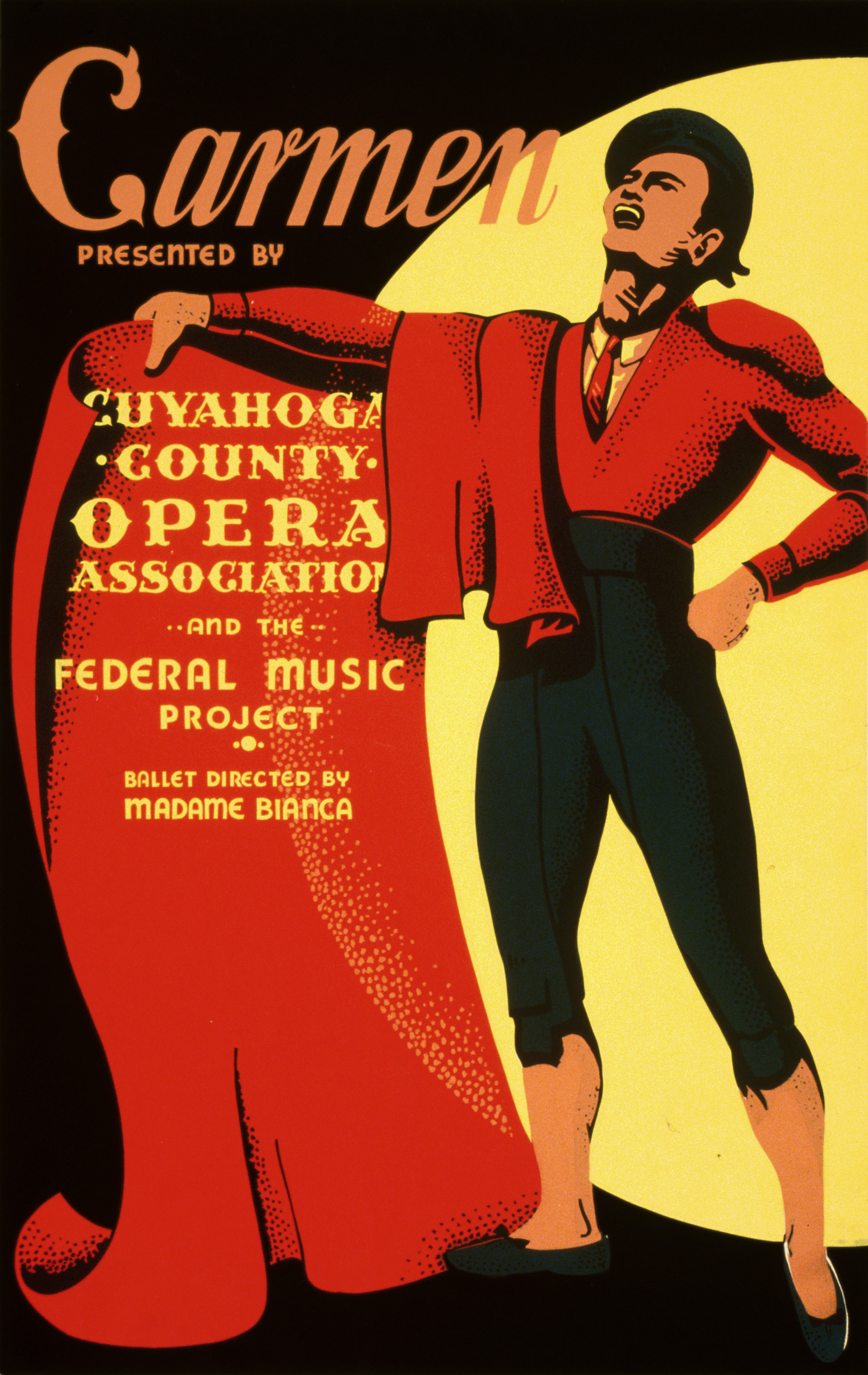
Un matador en un cartel de Carmen de 1939.

| Votre toast, je peux vous le rendre, Señors, señors car avec les soldats oui, les toréros, peuvent s'entendre; Pour plaisirs, pour plaisirs, ils ont les combats ! Le cirque est plein, c'est jour de fête ! Le cirque est plein du haut en bas; Les spectateurs, perdant la tête, Les spectateurs s'interpellent À grand fracas ! Apostrophes, cris et tapage Poussés jusques à la fureur ! Car c'est la fête du courage ! C'est la fête des gens de cœur ! Allons ! en garde ! Allons ! allons ! Ah ! (Refrain ×2) Toréador, en garde ! Toréador ! Toréador ! Et songe bien, oui, songe en combattant Qu'un œil noir te regarde, Et que l'amour t'attend, Toréador, l'amour, l'amour t'attend ! Tout d'un coup, on fait silence, On fait silence… ah ! que se passe-t-il ? Plus de cris, c'est l'instant ! Plus de cris, c'est l'instant ! Le taureau s'élance en bondissant hors du toril ! Il s'élance ! Il entre, il frappe !… un cheval roule, entraînant un picador, "Ah ! Bravo ! Toro !" hurle la foule, le taureau va... il vient... il vient et frappe encore ! En secouant ses banderilles, plein de fureur, il court ! Le cirque est plein de sang ! On se sauve… on franchit les grilles ! C'est ton tour maintenant ! Allons ! en garde ! allons ! Ah ! (Refrain ×2) Toréador, en garde ! Toréador ! Toréador ! Et songe bien, oui, songe en combattant Qu'un œil noir te regarde, Et que l'amour t'attend, Toréador, l'amour, l'amour t'attend ! L'amour ! L'amour ! Toréador, Toréador, Toréador ! | Your toast, I can return it to you, Señores, Señores, because with soldiers yes, toreros can get along; For the pleasures, for the pleasure they fight! The circus is full, it is a celebrating day! The circus is full from top to ground; The crowd goes mad, the crowd is arguing with great deal! Apostrophes, shouts and noises Push to the breaking point! Because it is the celebration of courage! It is the celebration of the braves of heart! Let's go! On guard! Let's go! Let's go! Let's go! Ah! (Chorus ×2) Toreador, on guard! Toreador! Toreador! And contemplate well, yes contemplate as you fight that a dark eye is watching you, and that love is waiting for you, Toreador, love, love is waiting for you! All at once, we are silent, we are silent,... Oh, what is happening? No more shouts, this is it! The bull is rushing while jumping out of its fence! He is rushing in! He's entering, hitting! A horse is falling, Dragging down a picador. "Ah! Bravo! Toro!" the crowd is calling, The bull goes on... he comes... he comes, hitting once more! While shaking his banderillas , full of rage, he runs!... the circus is full of blood ! We flee... we pass the gates! It's your turn now! Let's go! On guard! Let's go! Let's go! Ah! (Chorus ×2) Toreador, on guard! Toreador! Toreador! And think well , yes think as you are fighting that a dark eye is watching you, and that love is waiting for you, Toreador, love, love is waiting for you! Love! Love! Love! Toreador, Toreador, Toreador! | A su brindis puedo responder señores, pues con los soldados, sí, los toreros como yo se entienden: ¡Por placer, tomamos el combate! La plaza está llena, es día de fiesta, está llena de arriba abajo, los espectadores, pierden la cabeza, ¡se interpelan a gritos! ¡Exclamaciones, llantos y tumulto, creciendo hasta el paroxismo! ¡Es una fiesta al coraje! ¡Es la fiesta de los hombres valientes! ¡Venga, en guardia! ¡Ah! ¡Toreador, cuidado! Y recuerda, sí, recuerda al torear que unos ojos negros te miran, ¡y que el amor te espera, toreador! (Coro x2) ¡Toreador, cuidado! ¡Toreador, toreador! Y recuerda, sí, recuerda al torear que unos ojos negros te miran, ¡y que el amor te espera, toreador! ¡El amor, te espera el amor! De repente, se hace el silencio. ¡Ah! ¿qué pasó? ¡Los llantos terminaron, el momento llegó! El toro sale del toril! Entra al caballo,... lo embiste, el caballo cae arrastrando al picador. "¡Ah! ¡Bravo toro!" grita el público. El toro va... viene... ataca de nuevo. Sacudiendo las banderillas, lleno de furia corre... ¡la arena esta llena de sangre! ¡Cuidado, a salvarse... a las barreras! ¡Ahora es tu turno! ¡Vamos! ¡Cuidado! ¡Ah! (Coro x2) ¡Toreador, en guardia! ¡Toreador, toreador! ¡Toreador, cuidado! Y recuerda, sí, recuerda al torear que unos ojos negros te miran, ¡y que el amor te espera, toreador! ¡El amor, te espera el amor! ¡El amor!, ¡el amor!, ¡el amor! ¡Toreador, Toreador, Toreador! |

## Curiosidades
Una versión al estilo de caja musical fue incluida en el videojuego Five Night at Freddy's 1. Precisamente cuando al jugador se le agota la batería y se corta la luz, el oso animatrónico Freddy Fazbear se presenta en la puerta izquierda al ritmo de dicha música mientras sus brillantes ojos parpadean en la oscuridad, posteriormente realizando su clásico "jumpscare" lo que indica que se ha perdido la partida y se debe reiniciar la noche.
También es la canción que se utiliza en la celebración de los podios en la Fórmula 1.